# (3264) Bounty
Pour les articles homonymes, voir Bounty.
(3264) Bounty est un astéroïde de la ceinture principale découvert le 7 janvier 1934 par l'astronome allemand Karl Wilhelm Reinmuth. Le lieu de découverte est Heidelberg (024). Sa désignation provisoire était 1934 AF.
Sa distance minimale d'intersection de l'orbite terrestre est de 1,767820 ua.